# Karting
Karting je sport u kome takmičari sede u svojim vozilima na motor. Cilj trke u kartingu je pobediti u trci koja se odvija na određenoj traci.
Dečji karting (4-14 godina) je manje izazovnija disciplina, a odrasli karting (+14 godina) je brža i opasnija disciplina.
Reč „karting“ potiče od engleske reči „cart“ koja znači „kolica“. Dakle, karting je trka kolicima sa motorom.

## Spoljašnje veze
- Karting staza u Beogradu